# Maidu (Sprache)

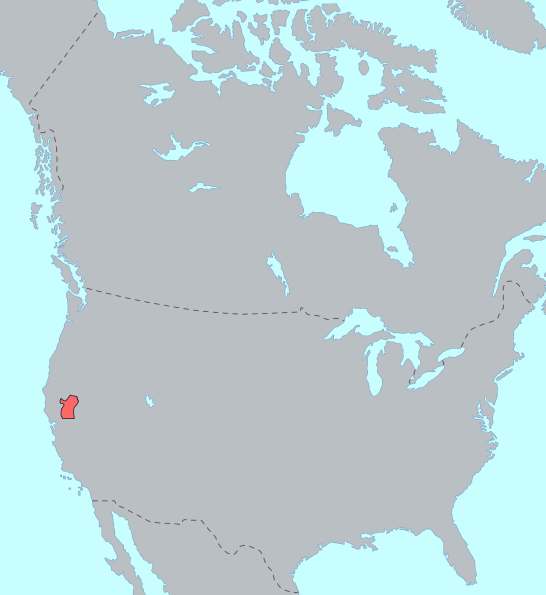
Verbreitung der Maidu-Sprachen vor dem Kontakt mit Europäern

Das (eigentliche) Maidu ˈmaɪduː auch Nordöstliches Maidu oder Mountain Maidu, ist eine ausgestorbene, zur Gruppe der Maidu-Sprachen gehörende Sprache der Maidu im Nördlichen Kalifornien. Es wurde in den Bergen östlich und südlich des Lassen Peak in den Einzugsgebieten von American River und Feather River gesprochen. In diesen Flussregionen der nördlichen Sierra Nevada liegen z. B. die Täler Indian Valley, American Valley, Butte Valley und Big Meadows. Die Bezeichnung Maidu kann sich auch auf die verwandten Sprachen Konkow und Nisenan beziehen.

## Geschichte
Das Völker der Maidu lebte vor dem Kontakt mit den Europäern in einer Gesellschaft der Jäger und Sammler in Teilen Zentral-Kaliforniens. Sie besiedelten ein Gebiet rings um das, was heute Mount Lassen, Honey Lake, Sacramento und Lake Tahoe genannt wird. Sie sprachen nahe verwandte Sprachen wie Maidu, Konkow, Nisenan, Chico und andere Variationen.

## Bemühungen zur Wiederbelebung
Farrell Cunningham, einer der jüngsten fließend Yamani Maidu sprechenden Menschen, unterrichtete „Mountain Maidu language classes in Greenville, Susanville, Nevada City and Auburn“ und war mit dem Maidu Theater in Nevada City bis zu seinem Tod am 11. August 2013 im Alter von 37 Jahren aktiv. Andere verbliebene Sprecher könnten zur Berry Creek Rancheria of Maidu Indians gehören.
Aktive Bemühungen zur Wiederbelebung sind seit 2004 im Gange. Noch 2011 wurde Unterricht in Maidu im Nevada County erteilt.
Es wird angenommen, dass die Familie der Maidu-Sprachen zu den Penuti-Sprachen gehört, zusammen mit solchen Familien wie Miwok (Miwokan oder Miw·yk), Wintuan (Copeh oder Copehan), Yokuts (Yokutsan oder Mariposa) und Ohlone (Costanoan).

## Phonologie
Anmerkung: In der Phonologie ist es üblich, phonetische Symbole in Schrägstriche / / und Allophone in eckige Klammern [ ] einzuschließen. Symbole in runden Klammern ( ) repräsentieren nicht die IPA-Orthografie.

### Konsonanten
Maidu hat 18 phonemische Konsonanten. Die unten aufgeführten stammen aus dem Transkriptionssystem von Shipley. Die äquivalente IPA-Transkription ist in eckigen Klammern aufgeführt, wenn sie von Shipleys Orthografie abweicht.
|             |             | Labial | Alveolar | Palatal  | Velar | Glottal |
| ----------- | ----------- | ------ | -------- | -------- | ----- | ------- |
| Nasal       | Nasal       | m      | n        |          |       |         |
| Plosiv      | Implosiv    | b [ɓ]  | d [ɗ]    |          |       |         |
| Plosiv      | Tenuis      | p      | t        | c [tʃ]   | k     | ʔ       |
| Plosiv      | Ejektiv     | pʼ     | tʼ       | cʼ [tʃʼ] | kʼ    |         |
| Frikativ    | Frikativ    |        | s        |          |       | h       |
| Approximant | Approximant | w      | l        | j        |       |         |

In den 1950er und 1960er Jahren verwendeten ältere Sprecher die stimmlosen palatalen Plosive /c, c'/, während jüngere Sprecher die innovativen stimmlosen postalveolaren Affrikate /tʃ, tʃʼ/ (möglicherweise aus dem Englischen entlehnt), benutzten (Shipley, 1964).
Die Notation /j/ repräsentiert einen Palatal wie y im Englischen yes. Die stimmhaften Plosive (b, d) sind Implosive, sind aber nicht mit einfachen stimmhaften Stopps zu vergleichen.
Vor den velar Plosiven /k, k'/ wird /m/ wie [ŋ] ausgesprochen.

### Vokale
Es gibt sechs phonemische Vokale im Maidu. Die folgende Tabelle wurde gleichfalls aus dem orthografischen System von Shipley entwickelt.
|             | Vorderzungenvokal | Zentralvokal | Hinterzungenvokal |
| ----------- | ----------------- | ------------ | ----------------- |
| geschlossen | i                 | y [ɨ]        | u                 |
| offen       | e                 | a            | o                 |

Diese sechs Vokale sind – abhängig von der phonetischen Umgebung (initial/nicht-initial, betont/unbetont, offene/geschlossene Silben) – durch mehrere verschiedene Allophone charakterisiert. Der Basis-Laut der Vokale kommt in initialen offenen betonten Silben vor. Die tiefsten und zentralsten Allophone treten in unbetonten geschlossenen Silben auf. Nach Shipley haben (a) und (y) allophone, die meist aufeinandertreffen, wenn sie zentral stehen; (i) und (u) haben Allophone, die kaum zentralisiert werden und leicht tiefer ausfallen, also eher wie [ɪ] und [ʊ] klingen. Dagegen werden (e) und (o) stärker als (i) und (u) aber weniger als (a) und (y) verändert.
Die Vokalquantität ist nicht-phonemisch und die Veränderungen hängen vom Platz des Vokals innerhalb des Wortes ab. Die Vokale haben Vokalquantitäten von weniger als einer Mora, einer Mora oder 1,5-2 Mora. Der Vokal ist kürzer als eine Mora in unbetonten Silben, etwa eine Mora in geschlossenen betonten Silben und länger als eine Mora in offenen betonten Silben.

### Silben
Die Silben im Maidu sind nach einer grundlegenden CV- oder CVC-Struktur aufgebaut (wobei C immer für einen Konsonanten und V für einen Vokal steht). Der überwiegende Teil der Wörter besteht aus alternierenden Konsonanten und Vokalen, wobei auch Kombinationen wie CVCVCCV vorkommen. Immer beginnen die Silben mit einem Konsonanten; Diphthonge kommen im Auslaut nicht vor. Die Silben im Maidu zeigen die Tonhöhe in Verbindung mit der Betonung innerhalb des Wortes an. Silben mit der primären Betonung haben eine größere Tonhöhe, neigen zur Anspannung und haben längere Vokale. Sekundärbetonung tritt mit niedriger bis mittlerer Tonhöhe und Verlängerung des Vokals auf. Schwach betonte Silben haben eine niedrige bis mittlere Tonhöhe und kurze Vokale.

## Morphologie
Anmerkung: Im Abschnitt Morphologie werden einige Notationen benutzt, um auf die auftretenden Wechsel der Morpheme hinzuweisen, wenn diese mit anderen zusammengesetzt oder kombiniert werden. 'I' indiziert einen Wechsel, wodurch das vorhergehende Wort folgende Änderungen erfährt: Der Wortstamm bleibt nach einem Vokal (V) oder einem Vokal mit einem Knacklaut (V') erhalten, so dass /wepa/ unverändert /wepa/ bleibt. Nach einem k oder einem k' wird der vorhergehende Vokal dupliziert, so dass beispielsweise /banak'/ zu /banak'a/ wird. In allen anderen Fällen wird ein i angehängt, so dass aus /jaman/ jamai/ wird. 'R' indiziert eine Wiederholung des vorigen segments, so dass /my/ zu /mymy/ wird.

### Nomen
Die Nomen im Maidu werden in zwei Klassen eingeteilt. Die erste Klasse besteht aus Verwandtschafts-Begriffen, wenn auch interessanterweise die Begriffe für Kind und Sohn nicht eingeschlossen sind. Die Nomen dieser Klasse sind im Gebrauch stärker als andere Nomen beschränkt, da sie immer ein Subjekt im Besitz eines anderen Nomens bezeichnen. Diese Begriffe (wie z. B. /ne/ „Mutter“) treten in Verbindung mit einem Pronomen oder einem Demonstrativpronomen:
- nikne – „meine Mutter“
- minne – „deine Mutter“
- myne – „(diese) Mutter“

Die zweite Klasse von Nomen besteht aus freien Morphemen und kann auf Basis des Wortstamms in weitere Unterklassen gegliedert werden. Die erste Unterklasse enthält solche Nomen, deren Herkunft und Wortstamm identisch sind, wie /wepa/ („Kojote“). Der Wortstamm /kyle/ („Frau“) ist dahingehend bemerkenswert, als es gewöhnlich als /kyle/ auftritt, aber auch mit Suffixen zu /kylok/ werden kann, um Begriffe wie „alte Frau“ oder „Frauen“ zu bilden.
Die zweite Unterklasse enthält Nomen, die aus unterschiedlicher Herkunft zusammengesetzt sind. Diese Zusammensetzung kann aus zwei Wortstämmen von Nomen geformt werden (/mon/ „Wasser“ und /pano/ „Grizzly“ werden zu mompano „Otter“), aus einem Wortstamm eines Nomens und einem Hilfsverb (/jask'ak/ „dünn“ und /no/ „weiter“ werden zu jask'akno „dünner Mann“), ein Wortstamm eines Nomens und ein distributives Suffix (/jaman/ „Berg“ und /R-to/ „überall“ werden zu jamanmanto „überall Berge“), Wortstämme von Nomen und nicht identifizierbare Morpheme (/k'am/ „Bauch“ und /pum/ „Haut“ werden in Verbindung mit dem bedeutungslosen Morphem /pu/ zu k'ampumpu „Kutteln“) sowie einem Wortstamm eines Nomens mit einem Diminutiv-Morphem (/sol/ „Lied“ und /I-be/ werden zu solibe „Liedchen“).
Pronomen

Die Pronomen sind /nik'/ für die erste, /min/ für die zweite und /maj/ für die dritte Person sowie /my/ als Demonstrativpronomen. /maj/ kommt nicht im Singular vor, so dass Konstrukte mit /my/ als dritte Person Singular fungieren. Diese werden in ein Konstrukt von Nomen eingeschlossen ('diese Frau' anstelle von 'sie'), singulär ('diese') und mehrfach ('diese Person'). Anders als /maj/ gibt es keine speziellen Plural-Formen der Pronomen, vielmehr werden die aus der Zahl zusammen mit dem Nomen gebildet.
Numerus

Während das Englische zwischen Singular und Plural unterscheidet, werden im Maidu Singular, Dual und Plural unterschieden. Diese Flexionen werden meist in Verbindung mit den Pronomen und viel seltener mit anderen Nomen gebraucht. Die Suffixe /c'o/ (Dual) und /cy/ (Plural) haben verschiedene Allomorphe. Zusammen mit diesen gibt es ein zweites Plural-Morphem /t'yt'y/, welches sowohl den Plural als auch das Diminutiv anzeigt.

### Verben
Die Verben im Maidu bestehen aus einer Semantischen Rolle zusammen mit einer Serie von Suffixen. Ähnlich den Nomen stammen die Wortstämme der Verben im Maidu aus mehreren verschiedenen Quellen. Einige Verben wie /sol/ („singen“) bestehen aus einem einzigen simplem Stamm. Andere schließen ein Nomen in den Verb-Stamm ein wie /k'awba/ („ein Loch graben“), das eine Komposition aus /k'aw/ „Schmutz“ und /ba/ „graben“ ist. Es gibt auch zusammengesetzte Verben aus den Stämmen zweier einzelner Verben wie /t'ikc'e/ („glauben“), welches aus /t'ik/ („genug haben“) und /c'e/ („sehen“) gebildet wurde. Wie Nomen enthalten einige Verb-Stämme eine Komponente ohne eigene Bedeutung wie /bokweje/ („anflehen“), wo /weje/ „sprechen“ bedeutet und /bok/ keine eigene Bedeutung besitzt. Wieder andere bestehen aus einem Verb und einem Hilfsverb; schließlich existiert eine Gruppe von Verben mit /'y/ als erstem Bestandteil, mit dem eine Bewegung ausgedrückt wird.
Verb-Semantik

Die Verb-Samentik ist eine Kombination des Verbs mit einem oder mehreren semantischen Suffixen. Alle Suffixe sind optional, so dass sie vom Verb entfernt werden können und den Basis-Stamm als eigene Thematik erhalten:
- Kausativ
- Bestimmung des verbalen Objekts
- Bewegung – Ort
- Negativ
- Aspekt
- Evidenz

Kausativ Das kausative Suffix /ti/ zeigt an, dass der Akteur eine Aktion kausal veranlasst wie in ma dondom 'as te 'ynotik'as, was bedeutet „Ich begleitete das Kind, seine Hand haltend“ oder „Ich veranlasste das Kind zu gehen, (seine) Hand haltend“. Dieses Morphem kommt auch in Wörtern wie /wonoti/ („töten“) vor, wörtlich „veranlassen zu sterben“.
Verbales Objekt Die Bestimmung des verbalen Objekts kann fünf verschiedene Formen annehmen. /'us/ ist ein reflexives Suffix wie in wonoti'us'am („er tötete sich“). Das zweite Suffix /jo/ indiziert sowohl den Plural als auch sich wiederholende Aktionen. Das tritt in solchen Konstrukten auf wie c'ani majse 'ono wojomak'as („Ich werde sie (einen nach dem anderen) mit einem Stock schlagen.“) oder humbotmenwet 'as hesbopajodom („Ich fuhr fort, etwas in den Sack zu stecken.“). Das dritte Suffix wird allgemein verwendet und tritt bei unklarer Bedeutung auf. /to/ kann mit /ju/ („abschaben“) gebraucht werden, um juto („einreiben“) zu bilden, und mit /mej/ („geben“), um mejto („kaufen“) auszudrücken. Auf diese Weise kann die transitive Form des Verbs gebildet werden, doch ist das nicht immer der Fall. /toto/, eine Verdopplung von /to/, indiziert die umgekehrte Handlung.
Bewegung – Ort Die Hilfskonstrukte für Orte und Bewegungen treten in 16 verschiedenen Suffixen auf.
- -/c'ik/ über etwas hinweg oder in etwas hinein mit der Implikation von schließen oder bedecken – /puc'ik/ 'to swell shut'
- -/c'o/ um etwas herum, hinten herum
- -/daw/ runter und fort, ohne Bestimmung eines Ziels der Bewegung
- -/dik/ auf ein Ziel oder in ein Ziel hinein
- -/doj/ aufwärts – /weledoj/ („hochlaufen“)
- -/je/ hierher
- -/kit/ nach unten
- -/k'oj/ fort von hier
- -/lek/ eilig
- -/mit/ auf etwas rauf oder in etwas hinein mit der Implikation der Abwärts-Bewegung
- -/n/ flussab, hangabwärts (üblicherweise nach Südwest)
- -/no/ weiter, ohne Implikation einer Richtung oder Haltung – /weleno/ („weiter laufen“)
- -/paj/ gegen, üblicherweise symbolisch gemeint – /jodotpaj/ („fesseln“), /haspaj/ („auf etwas scheißen“)
- -/pin/ hierher, ohne Implikation eines Ziels
- -/sip/ außerhalb von – /t'upsip/ („ausspucken“)
- -/t'a/ obenauf
- -/waj/ abseits

Einige dieser Suffixe können in begrenzten Konstrukten gemeinsam auftreten: /c'opin/ („um die Ecke herum hierher“), /c'ono/ „über die Grenze von etwas hinaus; im Kreis“, /noje/ („ziellos“) und /sippin/ („aus etwas heraus und hierher“).

/doj/, /kit/, /k'oj/ und /mit/ werden vor dem Suffix /nu/ ohne letzten Konsonanten gebraucht. /by/-/doj/-/nu/ wird zu bydonu („aufstecken“).
Negativ Die Negativ-Endung /men/ hat zwei Formen, /men/ nach einem Konsonanten und /n/ nach einem Vokal: kyloknonom 'as wetemmenusan („Die Frau tanzte nicht.“) und mo’n’ma'amkano („du wirst nicht“).
Aspekt Die Klasse der Aspekte enthält sechs Suffixe.
- -/bos/ Vollendung – wejebosk'as („Ich habe meine Rede beendet.“)
- -/c'yj/ unfähig – hybonam jysipc'yjk'as („Er kann das Haus nicht verlassen.“)
- -/doj/ beginnend – nik'i lenom 'as jotitdojdom kak'an („Mein Garten beginnt zu grünen und zu blühen.“)
- -/nu/ andauernd
- -/ti/ jemandem/ etwas zuliebe
- -/bew/ etwas mehr – mym p'ybem 'as lalambewk'an („Dieser Junge ist etwas gewachsen.“)

Evidenz Die Evidenz-Klasse besteht aus drei einzelnen Morphemen.
- -/c'oj/ zitierend – mym majdyk mykotom 'ac'ojam („Es heißt, es wäre die Großmutter dieses Mannes.“)
- -/wew/ nachweislich/ offensichtlich – mym p'ybec'om 'as 'ydojwewk'an („Diese beiden Jungen kommen offenbar nach oben.“)
- -/ky/ scheinbar – hes hututini wejepem kakyk'an („Er scheint wirr zu reden.“)

Flexion

Ein Verb wird durch das Anhängen von fünf Flexions-Suffixen vervollständigt. Diese Suffixe kennzeichnen das Verb, um Tempus, Aspekt, Modus, Person und Zahl auszudrücken. Es gibt eine Variabilität in der Reihenfolge dieser Suffixe. Es gibt fünf mögliche Flexionen für den Modus: Indikativ, Subjunktiv, Optativ, Interrogativ und Gerundium. Separate indikative Modi bestehen für Perfekt, Futur, Imperfekt und Pünktliche Vergangenheit (past punctual). Der Optativ-Modus kann aufgetrennt werden in Monitiv, Itentiv und Ansporn.
Present-past Indikativ: Der Present-past Indikativ wird durch ein nicht vorhandenes Morphem bestimmt. /sol/ („singen“) wird zu solk'as („ich sang“), sol'amk'as („wir (beide) sangen“), sol'emk'es („wir (alle) sangen“), sol'amkano („du sangst“) oder solk'an („er/ sie/ es sang“). Pluralität wird nur in der ersten Person gekennzeichnet, wogegen die 2. und 3. Person keine Kennzeichnung von Dualität oder Pluralität aufweisen. Dieser Tempus des Verbs wird gebraucht, um eine gerade abgeschlossene Handlung auszudrücken oder eine (zeitlich) punktuelle Aktion, welche gerade stattfindet, oder ein Zustand des Seins oder eine Gleichsetzung (etwas ist etwas anderes) oder einen gegenwärtigen statischen Ort.
Futur Indikativ: Der Futur Indikativ wird durch /ma/ gekennzeichnet: solmak'as („ich werde singen“), solma'amk'as („wir (beiden) werden singen“), solma'emk'es („wir (alle) werden singen“), solma'amkano („du wirst singen“) und solmak'an („er/ sie/ es wird singen“). Der Futur Indikativ kennzeichnet eine künftige, (zeitlich) punktuelle Aktion, eine Anweisung oder einen gemäßigten Imperativ.
Andere Vergangenheitsformen: Die „gewöhnliche Vergangenheit“, gekennzeichnet durch /'/ für die Vergangenheit und /us/ für gewöhnlich kennzeichnet eine Aktion, die gewöhnlich in der Vergangenheit ausgeführt wurde wie bei weje'usas („ich sprach gewöhnlich“) oder penem nikkotoc'om 'yhej'usan („Meine Großmütter pflegten zusammen zu gehen.“). Die pünktliche indikative Vergangenheit (past punctual indicative), mit einem einfachen /'/ gekennzeichnet, ist eine seltene Form. Sie bezieht sich auf eine einzelne Aktion in der Vergangenheit, die mit dem aktuellen Kontext nichts zu tun hat.
Subjunktiv: Der Subjunktiv-Modus, gekennzeichnet durch /k'e/, kommt nur mit /jak/ („ähneln“) und /na/ („resultieren in“) vor wie in jakk'es („ich könnte sein“).
Optativ: Der Optativ-Modus kommt in drei verschiedenen Formen vor. Alle drei sind mit dem Morphem /b/ gekennzeichnet. Der Monitiv-Optativ, markiert durch /y'y/, kennzeichnet ein mögliches künftiges Ereignis, welches unerwünscht oder unerfreulich ist wie wonoby'ys („ich könnte sterben“).

Intentiv-Optativ gibt es nur in der ersten Person, um eine Intention auszudrücken, und wird auch mit Demonstrativ- und Interrogativ-Worten gebraucht, um Fragen in Bezug auf Anweisungen zu formulieren. Der Gebrauch mit dem Singular ist üblich, wähnrend Dual und Plural relativ selten sind: yk'oj'is („ich werde jetzt aufbrechen“)

Der Ansporn wird durch /a/ gekennzeichnet und benutzt gewöhnlich /t/ als Allomorph der Optativ-Markierung. Die Form kennzeichnet die Idee des „lass mich/ uns“ wie in yk'ojtas („Lass mich gehen.“).
Interrogativ: Der Interrogativ-Modus wird gekennzeichnet durch /k'ade/ wie in solk'ades („Singe ich?“).
Imperativ: Der Imperativ wird durch mehrere verschiedene Morpheme gekennzeichnet. Es kommt darauf an, wie die Aktion ausgeführt werden soll. /pi/ wird benutzt, wenn die Handlung in Gegenwart des Sprechers ausgeführt werden soll wie in c'enopi („Schau!“). /pada/ wird benutzt, wenn die Aktion in Abwesenheit des Sprechers vollendet werden soll.

## Syntax
Deklination der Nomen durch Suffixe

Nomen müssen eine von zehn möglichen Fall-Markierungen annehmen. Diese Fälle werden in vier externen Verbreitungs-Klassen betrachtet. Diese Klassen sind Subjekt, Objekt, Possessive und Lokative. Die Fälle sind:
- (Nominativ-)Subjekt
- (Akkusativ-)Objekt
- Possessiv

Subjekt: Der Nominativ wird entweder durch Hinzufügen eines /m/ markiert wie in /wepam/ („Kojote“) oder durch Streichen des finalen Konsonanten wie in /ni/ (von /nik/ – „ich“). Der Nominativ wird für den Ausführenden einer Handlung benutzt, für A und B win einem Satz mit der Identität A=B, für eine Benennung und für den Vokativ.
Objekt: Der Akkusativ hat ebenfalls zwei Allomorphe. Das erste ist die I-Form (s. Abschnitt zur Morphologie), so dass /jaman/ zu /jamani/ wird („Berg“). Andere Nomen ändern sich nicht wie /nik/ („ich“). Der Fall wird für direkte und indirekte Objekte benutzt, von einigen Sprechern auch bei der Benennung.
Possessive: Das Possessiv wird durch /Ik'/ oder /Ik'i/ markiert wie in /wepak'i/ („Coyote (zu-)gehörig“), durch /i/ wie in /niki/ („mein“) oder durch /k'i/ wie in /mink'i/ („dein“). Das Possessiv wird sowohl zur Kennzeichnung des aktuellen bzw. figurativen oder charakteristischen Besitzers genutzt als auch in einigen Fällen zur Indikation von „um einer Sache willen“.
Die folgenden sieben Fälle gehören alle zur Klasse der Lokative:
- Komitativ
- Instrumental
- Lokativ
- Allativ
- Ablativ
- Unbestimmter Lokativ
- Linearer Distributiv

Komitativ: Der Komitativ wird durch /Ik'an/ oder /k'an/ gekennzeichnet und bedeutet „gemeinsam mit“ – wepak'an („gemeinsam mit Coyote“).
Instrumental: Der Instrumental wird durch /ni/ gekennzeichnet, um zu beschreiben, mit Hilfe wessen oder mit welcher Zutat etwas getan/ hergestellt wird – nik?opam jaluluni solti'usan („Mein Großvater blies gewöhnlich Flöte.“) oder mym mahatim kak'an wolek'i lawani japem („Dieses Brot ist mit dem Mehl der Weißen hergestellt (worden)“.).
Lokativ: Der Lokativ wird durch /di/ markiert. Dieser Fall kennzeichnet einen statischen Ort im Raum, der Raum, in welchem eine Handlung ausgeführt wird, eine statische zeitliche Position oder „auf etwas hin“ – kuludi kak'as 'ynojbodukkym („Ich gehe selten im Dunkel herum.“).
Allativ: Der Allativ wird mit /nak/ oder /na/ gekennzeichnet. Der Fall drückt üblicherweise „auf etwas hin“ aus und meint selten „nach“ – mym huskym c'ajna lykk'ojam („Die Schlange kroch an einen anderen Platz.“).
Ablativ: Der Ablativ wird durch /nan/ gekennzeichnet und ist der Ausdruck für eine Bewegung von etwas weg oder den Ursprung eines Objekts – wolenan 'as 'uni mek'as („Ich bekam dies von den Weißen.“).
Unbestimmter Lokativ: Der unbestimmte Lokativ wird durch /te/ markiert. Der Fall wird sehr selten benutzt, üblicherweise, wenn der Ort der Handlung dem Sprecher unbekannt ist – homonte mink'i wat'a dakym („Wo ist dein Geschirrtuch?“).
Linearer Distributiv: Der lineare Distributiv wird durch /no/ gekennzeichnet. Wie der unbestimmte Lokativ wird auch dieser Fall sehr selten benutzt. Die Form kennzeichnet einen Ort mit der Bedeutung „weiter“ oder „nebenher“ und kommt immer in Verbindung mit einem Nomen vor, das etwas Lineares beschreibt –  'adom 'unim sewno momi kutidom t'uc'ikdom sewi 'odo tawalwonom („Damals, als alles Wasser aus dem Fluss abgeleitet und der Fluss gestaut wurde, haben sie Gold bearbeitet.“).
Wort-Reihenfolge

Wort-Klassen

Es gibt mehrere verschiedene Wort-Klassen, die einen Satz im Maidu formen; es werden Haupt- und Nebenklassen unterschieden. Die sieben Hauptverbreitungsklassen sind Subjekt, Objekt, Possessiv, Lokativ, finites Verb, abhängiges Verb und Kopula. Die Nebenklassen sind Konnektive, Verzögerungsformen, Wichtung, zeitliches Absolutum, adverbisches Absolutum, Interjektion und Fragewort. Alle möglichen Kombinationen dieser Wortklassen erzeugen die Sätze.
Subjekt, Objekt und Lokativ-Phrasen

Die einzige Möglichkeit eines Ausdrucks über Subjekt, Objekt oder Lokativ ist ein vorangestelltes Possessiv. Diese Verknüpfungen können nur über ein einzelnes Wortpaar erfolgen, einem Possessiv plus einem Subjekt oder Objekt oder Lokativ.
Verb-Phrasen

Ausdrücke über Verben kommen nur gemeinsam mit einem Objekt vor. Verb und Objekt sind uneingeschränkt arrangierbar. Sowohl V-O als auch O-V kommen natürlicherweise vor. Die einzige Ausnahme dieser freien wortanordnung gibt es, wenn zwei Objekte auftraten. In diesem Fall – üblicheise mit einem abhängigen und einem unabhängigen Objekt – ist die Wortanordnung auf O-O-V oder O-V-O beschränkt. Die Anordnung V-O-O kommt niemals vor.
Basis-Satz

Der Basis-Satz im Maidu enthält eine Verb-Phrase, zwischen null und zwei Subjekt-Phrasen, zwischen null und vier Lokativ-Phrasen und ggf. einer Possessiv-Phrase. Sätze mit einem Possessiv sind auf eine einzelne Subjekt-Phrase beschränkt. Die Phrasen selbst sind nicht in ihrer Anordnung beschränkt. Die einzige Ausnahme besteht darin, dass das Possessiv den Satz beschließt.
Die am weitesten verbreitete Wortanordnung ist Subjekt-Lokativ-Verb. Das Verb beschließt üblicherweise den Satz, außer wenn ein Possessiv vorhanden ist. Das Subjekt und das Lokativ können innerhalb einer ausgedehnten Verb-Phrase vorkommen, so dass Satz-Konstrukte mit Verb-Subjekt-Objekt und Adverb-Lokativ-Verb möglich sind.
- mym majdym-kak'an-nik'i heskym – S-V-S – „Dieser Mann ist mein Freund.“

```
(„dieser Mann – ist – mein Freund“)
```

- jamanna-niktynik'an-lajmendi-'yk'oj'usas – L-L-L-V – „Ich ging gewöhnlich im Sommer mit meinem jüngeren Bruder in die Berge.“

```
 („in die Berge – zusammen mit meinem jüngeren Bruder – im Sommer – ich ging gewöhnlich“)
```

- his'usan-'anim kylem-lolo – V-S-O – „Diese Frau flocht gewöhnlich Körbe.“

```
 („flocht gewöhnlich – diese Frau – Körbe“)
```